# Pays réservé
Als Pays réservés wurden während des Ersten Kaiserreichs (1804–1814) von Frankreich besetzte Gebiete in Deutschland bezeichnet, über die Napoléon Bonaparte frei verfügen konnte.
- Das Fürstentum Bayreuth wurde Anfang Oktober 1806 von französischen Truppen besetzt. Am 30. Juni 1810 endete die französische Herrschaft, nachdem dieses Pays réservé für 15 Millionen Franc an das Königreich Bayern verkauft worden war.[1]
- Pays réservé de Catzenellenbogen: Die rechtsrheinischen Teile der Niedergrafschaft Katzenelnbogen wurden am 20. November 1806 militärisch besetzt; der besondere Status als Pays réservé endete am 1. November 1813 mit dem Rückzug der napoleonischen Truppen.[2]